# Fissidentalium exasperatum
Fissidentalium exasperatum är en blötdjursart som först beskrevs av Sowerby 1903.  Fissidentalium exasperatum ingår i släktet Fissidentalium och familjen Dentaliidae. Inga underarter finns listade i Catalogue of Life.